# عبد العزيز فلاته
 عبد العزيز فلاته  لاعب كرة قدم سعودي ولد في 12 مارس 1985 يلعب في مركز المحور.
بداياته كانت في نادي الوحدة أعير بعدها إلى نادي الفيصلي وانتقل بعدها إلى نادي القادسية .
بعد أن قدم في الموسم 2010–11 مع فريقه نادي القادسية السعودي أداء ممتازا حاول عدد من الأندية التعاقد معه أبرزها الاتحاد والأهلي والاتفاق قبل أن ينجح النصر في التعاقد معه بعقد يمتد لثلاث سنوات.
لعب بعد النصر لاندية التعاون والعروبة و الوحدة ووقع مع هجر في عام 2016 و وقع مع نادي جدة في عام 2018 و لعب مؤخراً في نادي بيشة.

## وصلات خارجية
- عبد العزيز فلاته على موقع Soccerway.com (الإنجليزية)